# Vielle-Soubiran
Vielle-Soubiran (gaskonsko Vièla Sobiran) je naselje in občina v francoskem departmaju Landes regije Akvitanije. Naselje je leta 2009 imelo 246 prebivalcev.

## Geografija
Kraj leži v pokrajini Gaskonji ob reki Launet, 33 km severovzhodno od Mont-de-Marsana.

## Uprava
Občina Vielle-Soubiran skupaj s sosednjimi občinami Arue, Bourriot-Bergonce, Cachen, Labastide-d'Armagnac, Lencouacq, Maillas, Pouydesseaux, Retjons, Roquefort, Saint-Gor, Saint-Justin in Sarbazan sestavlja kanton Roquefort s sedežem v Roquefortu. Kanton je sestavni del okrožja Mont-de-Marsan.

## Zanimivosti
- cerkev sv. Janeza Krstnika;